# Егорова, Ирина Михайловна
Ирина Михайловна Егорова (26 июня 1930 — 6 июля 2020) — советский передовик сельского хозяйства. Герой Социалистического Труда (1981).

## Биография
Родилась 26 июня 1930 года в деревне Ченцово Богородского района Нижегородской области в крестьянской семье.
После окончания восьми классов Богородской средней школы № 3 стала работать в колхозе «Заря» Богородского района.
С 1956 года начала работать на колхозной ферме Богородского района. И. М. Егорова стала первой в колхозе кто принял раздойную группу и вырастила отличных коров.
8 апреля 1971 года «за отличие в труде» Указом Президиума Верховного Совета СССР И. М. Егорова была награждена Орденом Ленина.
6 сентября 1973 года «за отличие в труде и организацию зимовки скота во время бескормицы после засушливого лета 1972 года» Указом Президиума Верховного Совета СССР И. М. Егорова была награждена вторым Орденом Ленина.
13 марта 1981 года Указом Президиума Верховного Совета СССР «за выдающиеся успехи, достигнутые в выполнении заданий десятой пятилетки и социалистических обязательств по увеличению производства и продажи государству продуктов земледелия и животноводства» Ирина Михайловна Егорова была удостоена звания Героя Социалистического Труда с вручением Ордена Ленина и золотой медали «Серп и Молот».
Помимо основной деятельности И. М. Егорова неоднократно избиралась депутатом Ченцовского сельского Совета народных депутатов, членом Нижегородского горкома КПСС, членом Центральной ревизионной комиссии ВЦСПС. Была делегатом XVII съезда профсоюзов СССР.
После выхода на заслуженный отдых проживала в родном селе Ченцово Богородского района Нижегородской области.

## Награды
- Медаль «Серп и Молот» (13.03.1981)
- Три Ордена Ленина (8.04.1971, 6.09.1973, 13.03.1981)